# Алаэддин Давуд-шах I
Алаэддин Давуд-шах (тур. Alâeddin Dâvud Şah) — правитель части бейлика Менгюджекидов с центром в Кемахе, а затем Эрзинджане с 1142 года и по 1151 или 1162 год.

## Биография
Отцом Давуд-шаха был Исхак, сын основателя династии и бейлика Менгюджакогуллары Ахмеда Менгюджека. После смерти Исхака Менгюджекогуллары разделились на две ветви. Алаэддин Давуд-шах стал главой ветви, правившей в Кемахе и Эрзинджане, а другой сын Исхака, Сулейман I, стал главой ветви, правившей в Дивриги. Давуд-шах правил в регионе Эрзинджана с 1142 по 1162 год. Во время правления Алаэддина Давуд-шаха отношения Данышмендидов с Менгюджекидами не были дружественными. Неясно, когда столица была перенесена из Кемаха в Эрзинджан. Вероятно, это было связано с вторжением в 1142 году в Кемах Данышмендидов. Мухаммед Данышмендид захватил Кемах после смерти Исхака. Однако через год после его смерти во время борьбы за власть у Данышмендидов город снова перешёл к Менгюджекогуллары. Михаил Сириец описал это так, спутав имена: «сын Исхака Махмут доминировал в ветви Кемах и правил там».
Алаэддин Давуд-шах сблизился с сельджукским султаном Рума Кылыч-Арсланом II. Это не понравилось Данышмендиду Ягибасану, который убил правителя Эрзинджана в 1162 году. В том же году Ягибасан разрушил Харпут, принадлежавший Артукиду Фахреддину Кара Аслану, и увёз пленных и добычу в Кемах. Это показывает, что Менгюджекиды находились под властью Данышмендидов. По словам Михаила Сирийца, Якуб Арслан — так он называл Ягибасана — покорил правителя Кайсери, затем отправился в Кемах и убил правителя города не в 1162, а в 1163 году.
В 1164 году Фахреддин Кара Аслан, его кузен из Мардина Неджмеддин Алпы и Девлетшах-бей Дилмачоглу с войсками прошли через территории Менгюджекидов, направляясь к Сивасу, чтобы ответить на атаки Ягибасана, но реакции Менгюджекидов  на проход армии не было.

### Версия о смерти в 1151 году
В хронике Михаила Сирийца среди событий 1151 года описана следующая история: «владыка армянского Эзанги был задушен своей женой с помощью тетивы лука; она послала за его братом из Дибариге, и он женился на ней и царствовал». Михаил не указывал имена кого-либо из участников этого события, и про него вообще больше не упоминается в других источниках. О. Туран полагал, что этими правителями Эрзинджана и Дивриги были Давуд и Сулейман. По мнению О.Турана, Сулейман женился на вдове Давуда и с 1151 до 1162 года правил в Эрзинджане. Турецкий историк Э. Мерчил также полагал, что правителем Кемахи, убитым Ягибасаном в 1162 году, был не Давуд, а Сулейман.